# Trinidad y Tobago en los Juegos Olímpicos de Los Ángeles 1984
Trinidad y Tobago estuvo representada en los Juegos Olímpicos de Los Ángeles 1984 por un total de  deportistas que compitieron en  deportes.  
El portador de la bandera en la ceremonia de apertura fue el atleta Hasely Crawford. El equipo olímpico de Trinidad y Tobago no obtuvo ninguna medalla en estos Juegos.